# Kajsa Hellström
Kajsa Maria Hellström, född Johansson den 14 maj 1917 i Enköping, död den 29 december 2013 i Stockholm, var en svensk biblioteksman.
Kajsa Hellström avlade filosofie kandidatexamen vid Stockholms högskola 1944. Hon var  bibliotekarie vid Ingenjörsvetenskapsakademien 1946–1971, rektor för Statens biblioteksskola 1971–1972, för Bibliotekshögskolan 1972–1976, och bibliotekschef för Svenska kommunförbundet 1976–1982.
Kajsa Hellström gifte sig 1940 med Gunnar Hellström. De var föräldrar till Mats Hellström. Makarna vilar på Solna kyrkogård.